# An-Naml
Al-Naml "As Formigas" (em árabe: سورة النمل) é a vigésima sétima sura do Alcorão com 93 ayats.